# Луино
Луѝно (на италиански: Luino; на ломбардски: Lüin, Люин) е град и община в Северна Италия, провинция Варезе, регион Ломбардия. Разположен е на 202 m надморска височина, на източния бряг на езеро Лаго Маджоре. Населението на общината е 14 472 души (към 2017 г.).